# آیوپوو
آیوپوو (انگلیسی: Ayupovo) یک شهرک در شهرستان مچتلینسکی استان باشقیرستان کشور روسیه است.